# 쿠웨이트의 교육
쿠웨이트의 교육은 쿠웨이트에서 실시하는 교육이다.

## 개요
페르시아만에 위치한 쿠웨이트시티는 모든 어린이들에게 사회적 계층과 상관없이 기회를 제공하고자 하는 교육 정책을 지지한다. 유엔개발계획(UNDP)이 발표한 2011년 인간개발지수(Human Development Index) 보고서에 따르면 쿠웨이트는 63위에 올랐다. 2017년, 유네스코 자료에 따르면, 25~64세의 쿠웨이트인의 문해율은 96.3%로 MENA 지역이 80%인것 에 비해 높았다. 또한, 15~24세의 쿠웨이트인의 99.9%가 글을 읽고 쓰는 반면, 2016년 MENA의 평균이 89.6%였다. 게다가 2015년 세계은행 통계에 따르면 쿠웨이트 15세 이상 교육 인구 중 여성은 99.4%, 96.4%로 남성 동급생들을 앞질렀다.
여태껏 쿠웨이트의 교육제도는 전 세계적인 규모로 수많은 업적을 기념해 왔다. 2006년 말에는 모든 공공 지출의 13%가 교육에 주어졌는데, 이는 많은 OECD 국가들과 견줄 만한 정도이다. 또한, 쿠웨이트는 좋은 교육 시스템이 구축되어있다. 그 이유로 쿠웨이트인들은 중동에서 가장 교육을 많이 받은 사람들 중 하나이다. 두 번째로 쿠웨이트는 아랍 세계에서 식자율이 가장 높다. 쿠웨이트 교육부는 또한 1989년, 여성 주간 문해 클리닉 설립과 같은 다양한 프로그램을 통해 여성을 교육 인력으로 편입시키기 위해 노력하고 있다. 쿠웨이트 정부는 미국, 영국 및 다른 외국 학술 기관에서 입학 허가를 받는 학생들에게 장학금을 제공한다.

## 역사
20세기 초만 해도 쿠웨이트에는 공식적인 교육제도가 전혀 마련되어 있지 않았다. 쿠웨이트의 부유한 민간 시민들이 후원하는 알카타티브(Al-Katatib)로 알려진 이슬람교 학교들은 읽기, 쓰기, 그리고 기본적인 산수를 가르쳤다. 1911년, 쿠웨이트의 근대 교육 기관 중 하나인 알 무바라키야 학교가 설립되었다. 이는 상인들이 상술, 산술, 편지 쓰기 기술 등을 활용하는 상인을 양성하기 위해 설립한 것이다. 1921년에는 영어 교과를 개설하는 알 아흐메디아 학교가 설립되었고, 곧 아랍어, 가정경제학, 이슬람교 등의 교육을 제공하는 여성 단성 학교가 설립되었다. 쿠웨이트 정부는 1936년에 정식 교육제도를 제공하였고, 1945년까지 쿠웨이트에는 총 17개의 학교가 있었다. 제2차 세계 대전 이후 석유 생산과 그에 따른 국가 세입이 증가하면서, 정부는 교육을 포함한 사회 서비스에 막대한 돈을 투자하기 시작했다. 1960년까지 쿠웨이트의 학교에 등록된 학생은 남성 약 2만 7천 명, 여성 약 1만 8천 명을 포함하여 약 4만 5천 명이었다.
1965년, 교육의 권리를 시민의 기본 권리로 만든 헌법에 따라, 의무교육이 생겼으며 의무교육은 6세에서 14세 사이의 어린이들에게 의무화되었다. 21세기 초부터 교육부는 2025년까지 장기적인 교육계획을 마련하고자 하였다. 세계은행은 이 새로운 계획을 구현하는 데 필요한 다양한 정책을 탐구하기 위해 분석적인 연구를 진행하고 있다.
국가 교육 발전 계획을 더 논의하기 위해 2008년 2월 쿠웨이트에서 교육 발전을 위한 전국 회의가 열렸다. OECD와 같은 다른 타 단체들은 쿠웨이트의 기업 환경 개선을 위해 노력하고 있으며, 여성들에게 국가 내에서 여성 기업가 정신을 촉진하기 위한 교육을 제공하고 있다.

## 제도
쿠웨이트의 교육제도는 유치원 또는 보육원(2년), 초등(5년), 중등1(4년), 중등2(3년)으로 총 4단계로 구성된다. 초등교육과 중등1교육은 6세에서 14세 사이의 어린이에게 의무교육이다. 중등2교육을 포함한 모든 교육 학비는 무료이다. 교육 분야 발전에 관여하는 부처는 크게 쿠웨이트 교육부와 쿠웨이트 고등교육부 두 가지이다.
쿠웨이트에는 유치원부터 고등까지의 모든 학교급에 약 1,145개의 학교가 있다. 이 중 국립 및 공립은 664개교, 사립은 481개교이다.
2006년 기준으로 전체 학생의 3분의 2(유치원 ~ 중등2)가 국립 및 공립학교에 있었다. 대부분의 쿠웨이트인들은 보통 아랍어 교육과정을 국공립학교에서 공부한다. 사립학교들은 쿠웨이트의 국가 커리큘럼을 따르는 아랍어 학교, 기타 커리큘럼을 따르는 외국어 학교(미국, 영국, 프랑스, 인도, 국제 바칼로레아(IB))로 나뉜다. 현재 쿠웨이트의 학교에는 591,359명의 학생이 등록되어 있으며, 이는 전체 인구의 약 20%이다.

### 보육 및 초등교육
쿠웨이트에서는 보통 6살부터 교육을 시작한다. 취학 전이나 보육 교육도 만 4세부터 6세까지 어린이에 제공된다.
쿠웨이트 공립학교는 초등교육부터 단성교육으로 반면, 외국인 후원자를 두고 운영하는 사립학교는 혼성교육으로 운영된다. 다만, 사립학교는 국가의 보조금을 받지 않는다. 쿠웨이트의 사립 외국인 학교의 예로는 쿠웨이트 영어 학교(KBS), 영국 쿠웨이트어 학교(BSK), 바얀 언어 학교, 쿠웨이트 미국 학교, 쿠웨이트 신영어 학교(쿠웨이트), 쿠웨이트 미국 국제 학교, 쿠웨이트 영어 학교, 프랑스어 학교, 그리고 캐나다 쿠웨이트 쿠웨이트어 학교(CSK)가 있다. 2007년, 사립학교 총 등록률은 98.5%였다. 여성 등록자와 남성 등록자의 비율인 성별 패리티 지수는 0.98이었다.

### 중등1, 2교육
학생들은 9학년까지 중등1에서 4년을 보내야 하고, 그 후 중등2 레벨로 넘어가게 된다. 중등2교육은 3년간이며, 이후 대학에 입학하거나 전문대학에 입학하여 기술자격이나 직업자격으로 공부할 수 있다. 중등교육제도는 현재 학점제, 학점제가 표준화되고 있다.

### 고등교육

#### 고등교육 학교
쿠웨이트에는 국공립 고등교육기관이 총 4개있다.
- 쿠웨이트 대학교
- PAAET 전문대학
- 고등연극예술연구소
- 고등음악예술연구소